# Гражданская война в Йемене (1994)
Гражданская война в Йемене — вооружённый конфликт 1994 года между йеменским правительством Али Абдаллы Салеха и Йеменской социалистической партией (ЙСП) с союзниками, боровшимися за воссоздание Южного Йемена как суверенного государства (Демократическая Республика Йемен). Завершился победой правительственных сил.

## Предыстория

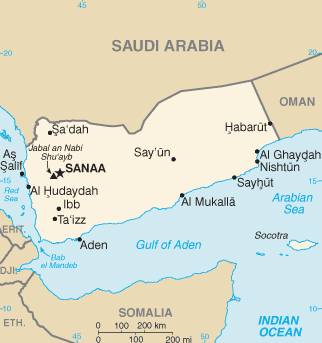
Карта Йемена

22 мая 1990 года произошло объединение Северного Йемена (ЙАР) и Южного Йемена (НДРЙ). Лидеры двух объединившихся государств поделили между собой две высшие должности: Али Абдалла Салех стал президентом единого государства, а Али Салем аль-Бейд — вице-президентом. Объединение политических и экономических систем двух стран должно было состояться в течение 30 месяцев. 
В течение этого времени в едином парламенте была сформулирована и согласована конституция страны. Первые парламентские выборы в объединённом Йемене были проведены в апреле 1993 года. По их итогам было решено сформировать коалиционное правительство из трёх ведущих партий: правившего в Северном Йемене Всеобщего народного конгресса, исламистской аль-Ислах и ЙСП.
Однако формирование политической системы нового государства происходило не без трудностей. В августе 1993 года вице-президент и по совместительству генеральный секретарь ЦК Йеменской социалистической партии Али Салем аль-Бейд начал публично выражать несогласие с ролью бывшего Южного Йемена в строительстве единого государства.  
Он удалился в Аден и заявил, что не вернется к власти, пока его жалобы не будут рассмотрены. Среди прочих жалоб были обвинения в адрес северян в ущемлении интересов ЙСП и экономической маргинализации юга. К деятелям ЙСП (и бывшим функционерам НДРЙ) вроде аль-Бейда и Хайдара Абу Бакра аль-Аттаса присоединились их былые оппоненты вроде Абдаллы аль-Аснаджа, также бывшие сторонниками южной сецессии. 
К началу 1994 года проблемы достигли точки кипения. Переговоры по выходу из политического тупика затянулись и оказались неэффективны. Однако, соглашение между северными и южными лидерами было подписано в Аммане 20 февраля 1994 года, но это уже не могло остановить начавшуюся гражданскую войну. Её возникновению способствовало и то, что к этому моменту вооружённые силы двух бывших государств ещё не были интегрированы в общую армейскую систему.

## Ход конфликта

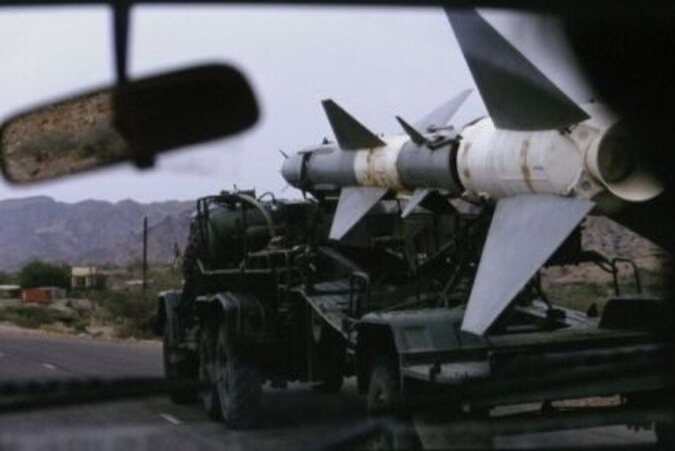
Зенитно-ракетный комплекс йеменских правительственных войск выдвигается на позицию.

Первое вооружённое столкновение произошло 27 апреля 1994 года, когда в районе Амрана, в 60 км к северу от Саны, состоялся бой с участием танков. Обе стороны обвинили друг друга в начале боевых действий (по данным американского журналиста Тима Макинтоша, в тот день первыми открыли огонь южане, по данным английского журналиста Майка Келли — наоборот). В битве участвовало около 200 танков; 85 штук было повреждено, около 400 человек были убиты.

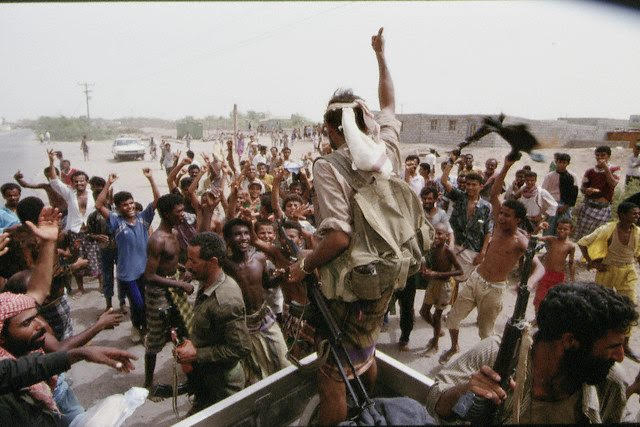
Вооружённые йеменские племена на стороне южан

4 мая ВВС южан нанесли бомбовые удары по Сане, Таизу, Ходейде и другим районам на севере. В ответ 5 мая северяне нанесли авиаудары по Адену, был повреждён ВПП. Президент Салех объявил 30-дневный режим чрезвычайного положения, а иностранные граждане начали эвакуацию из страны. Вице-президент аль-Бейд был официально уволен со своего поста. Южане подожгли склад боеприпасов в Сане, в результате погибли десятки мирных жителей. Премьер-министр Хайдар Абу Бакр аль-Аттас 10 мая был также уволен после обращения к внешним силам с просьбой помочь в прекращении войны.
ЙСП фактически выступила за раскол страны, 21 мая провозгласив Демократическую республику Йемен со столицей в Адене. Однако ни одно правительство мира не признало это государство. В середине мая войска северян начали наступление на Аден. 24 мая они захватили город Атак, что позволило им взять под контроль нефтяные месторождения. 
На стороне северных правительственных сил выступили также сторонники Али Насера Мухаммеда, проигравшего внутрипартийную борьбу в гражданской войне в НДРЙ в 1986 году, и антикоммунистические формирования известного джихадиста Тарика аль-Фадли — наследника последнего султана Фадли, специально освобождённого из тюрьмы решением президента Салеха.

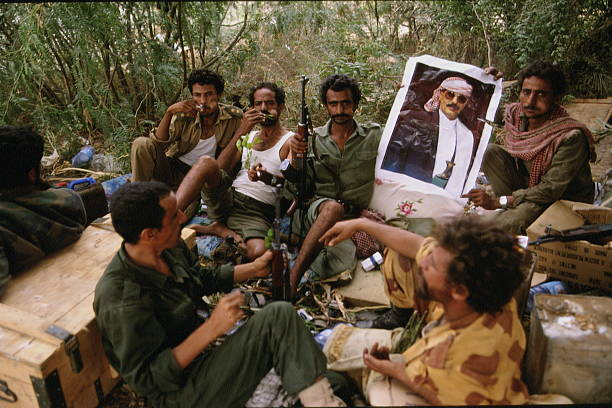
Солдаты правительственной армии с портретом президента Салеха жуют кат

Южане искали поддержки у соседних государств и, возможно, получали военную помощь из Саудовской Аравии, которая ощущала угрозу в существовании единого Йемена. Однако против ожиданий ДРЙ акт сецессии не был международно признан никем, кроме Сомали, и даже Саудовская Аравия отступилась от поддержки нового государства, в чем видят значительное влияние США, не заинтересованных в дестабилизации региона наряду с основными нефтяными путями. 
Различные попытки призвать стороны вернуться за стол переговоров, в том числе со стороны специального посланника ООН, США и России, не увенчались успехом — юг настаивал на статусе равноправных государств и немедленном введении миротворческого контингента с размещением его вдоль бывшей государственной границы. Совет Безопасности ООН принял резолюцию 924, призвав к прекращению боевых действий. Режим прекращения огня был объявлен 6 июня, но продлился всего шесть часов. Одновременно провалились мирные переговоры в Каире. 
4 июля войска северян вышли к Адену, и 7 июля город был взят (при этом дошло до рукопашных стычек) и подвергся жестокому разграблению, что ознаменовало окончание войны. Лидеры непризнанной Демократической республики Йемен Али Салем аль-Бейд и Хайдар Абу Бакр аль-Аттас эмигрировали из страны. Тысячи их сторонников бежали в Оман и пообещали продолжение борьбы. Однако попытка организовать в Саудовской Аравии вооружённую оппозицию не принесла существенного результата. ЙСП была запрещена, для её бывших членов был введен запрет на службу в армии и госаппарате, что означало полную чистку этих структур от южан.

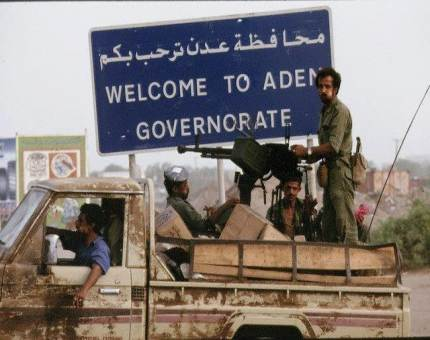
Правительственные войска вступают в Аден

## Последствия
Считается, что в общей сложности в ходе боев погибли 7 тыс. человек и 16 тыс. были ранены. Администрация в Сане отчиталась, что в военных действиях был 931 человек убит, 5000 ранены, так что по поводу потерь существуют разногласия. 

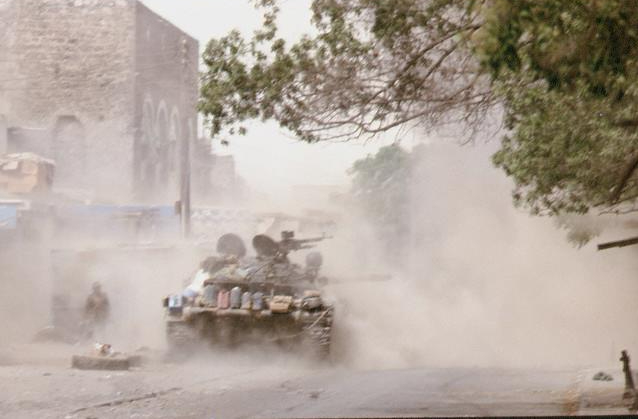
Танковые бои за Аден

Салех объявил всеобщую амнистию, которая распространялась на всех участников конфликта, за исключением группы из 16 южных лидеров. В отношении четырёх из них — аль-Бейда, аль-Аттаса, Абд аль-Рахман Али аль-Джифри и Салиха Мунассара аль-Сийяли (им инкриминировали присвоение государственных средств) — был издан указ об аресте за государственную измену. Остальным в этом списке неофициально было предложено вернуться, чтобы воспользоваться амнистией, но большинство осталось за пределами страны.

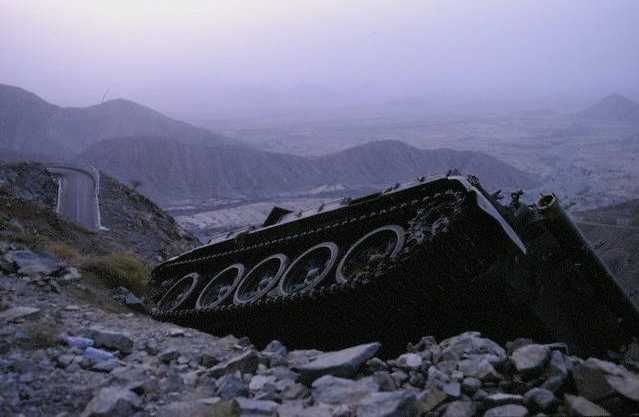
Застрявший и брошенный правительственными войсками танк Т-55

В сентябре 1994 года были приняты поправки к конституции, отменённой президентским советом. 1 октября 1994 года президент Али Абдалла Салех был переизбран парламентом на 5-летний срок. Им был назначен Совет министров и сформировано коалиционное правительство. В общей сложности он находился при власти с 1978 до своего свержения в 2012 году.
Лидеры ЙСП реорганизовали организацию и избрали новое бюро в июле 1994 года, однако большая часть влияния партии была уничтожена во время войны. Она была запрещена, партийное имущество конфисковано, для бывших членов ЙСП введён запрет на службу в армии и госаппарате. Многие члены партии подверглись репрессиям, задержаниям и пыткам. 
Гражданская война опустошила инфраструктуру, промышленные и коммерческие объекты. Инфляция взлетела до 300%, а стоимость йеменского риала по отношению к доллару упала с 70 риалов за доллар до начала боевых действий до более чем 1000 риалов за доллар во время войны. Политический кризис в Йемене усугубил падение йеменской экономики до такой степени, что правительство не смогло согласовать государственный бюджет на 1994 финансовый год. По официальным данным, бюджет 1993 года имел дефицит в размере 35,3%, что сопровождалось снижением темпов роста национального дохода и сокращением валютных поступлений государства (общий дефицит бюджета государства превысил 36 млрд йеменских риалов).

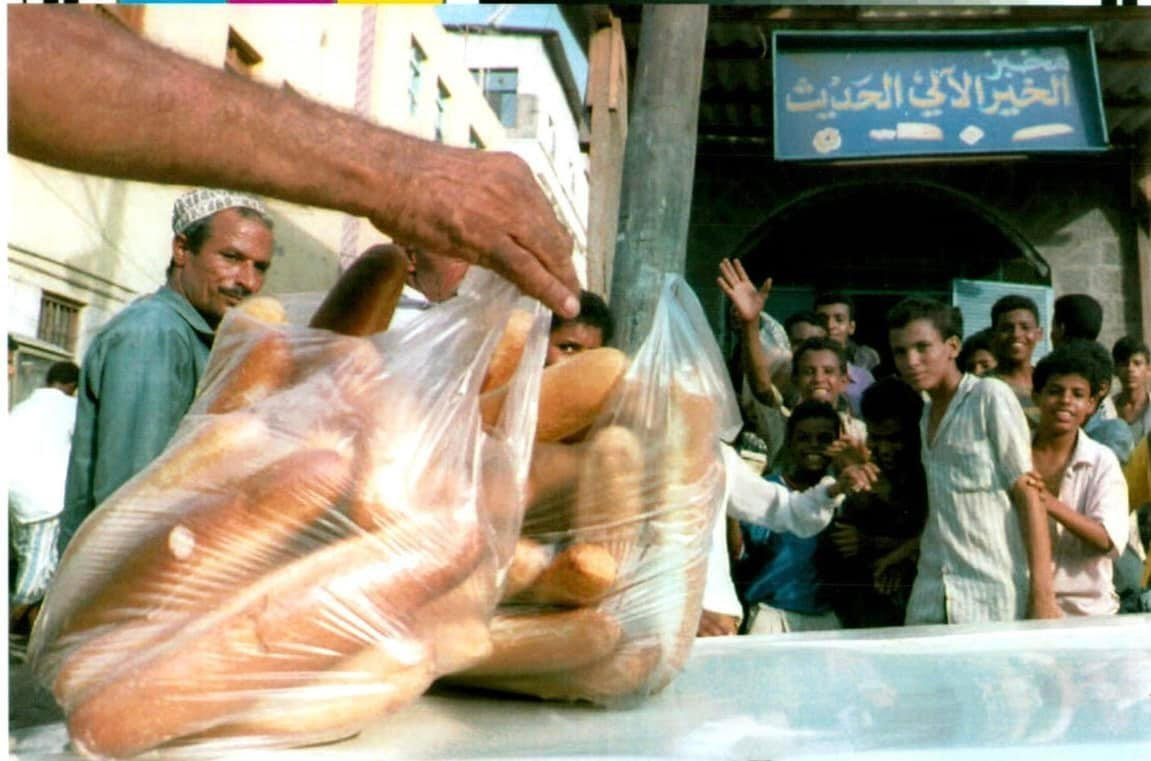
Раздача хлеба во время правительственной блокады Адена

По данным правительства Йемена, прямые и косвенные потери от войны составили около 8 или 10 миллиардов долларов, что в основном было обусловлено разрушением и серьезным нарушением работы административных и экономических объектов, а влиянием боевых действий на деятельность нефтяных компаний — основной статьи экспорта и основы экономики Йемена
В 2007 году группа под названием «Движение Южного Йемена» призвала к отделению юга и возобновлению независимости южных провинций, что привело к росту напряженности и беспорядкам.